# صموئيل ك. كوب
صموئيل ك. كوب (بالإنجليزية: Samuel C. Cobb)‏ هو سياسي أمريكي، ولد في 22 مايو 1826 في تونتون في الولايات المتحدة، وتوفي في 18 فبراير 1891 في بوسطن في الولايات المتحدة. انتخب عمدة بوسطن ‏.